# Wildflowers (Judy Collins)
Wildflowers è il settimo album in studio della cantante statunitense Judy Collins, pubblicato nel 1967.

## Tracce
Side 1
1. Michael from Mountains (Joni Mitchell) – 3:10
2. Since You Asked (Judy Collins) – 2:34
3. Sisters of Mercy (Leonard Cohen) – 2:31
4. Priests (Leonard Cohen) – 4:55
5. A Ballata of Francesco Landini (ca. 1335 - 1397) Lasso! di Donna – 4:34

Side 2
1. Both Sides Now (Joni Mitchell) – 3:14
2. La chanson des vieux amants (The Song of Old Lovers) (Jacques Brel) – 4:40
3. Sky Fell (Judy Collins) – 1:47
4. Albatross (Judy Collins) – 4:51
5. Hey, That's No Way to Say Goodbye (Leonard Cohen) – 3:28